# 贡纳尔·贡纳尔松
贡纳尔·贡纳尔松（1889年5月18日—1975年11月21日），冰岛作家。主要使用丹麦语写作。是冰岛、丹麦和德国最富盛名的小说家之一。他的小说《博格家史》是首部被改编成电影的冰岛小说。他还著有一部五卷本的自传体长篇小说《山间的教堂》。

## 生平介绍
贡纳尔童年时期家庭比较贫困，他早年丧母，童年在弗约斯达鲁尔谷的瓦普约斯达杜尔和沃普纳菲厄泽度过。他完成了乡村小学的学业之后便在家庭农场里打工，直到18岁。
贡纳尔很早就开始尝试着写诗歌和短篇小说，十七岁时出版了自己的处女作诗集。由于家庭贫困等原因，他的家庭无法供给他上高中，但他仍在1907年时被一所丹麦的私立高中招入。在丹麦学习的几年间，他已下定决心要成为一名作家。同时，他也决定要用丹麦语写作，以便引起更多人的关注。
几年困难的时期度过后，贡纳尔于1912年出版了自己的第一部长篇小说《博格家史》的第一卷，第二卷和第三卷在随后的几年内陆续出版。其中，第三卷在丹麦获得了巨大成功，从而使他跻身于作家之列。这部四卷本的小说讲述了冰岛三代农民的故事。小说前两卷以该隐和亚伯为原型，塑造了两个兄弟的形象。一个是在欲望和责任中艰难徘徊的空想家；另一个则是魔鬼的化身。从第三卷开始，那个曾经像恶魔般的人开始为自己曾经所犯下的罪行赎罪。
一战使贡纳尔的作品带上了些许悲伤情绪。1920至1940年间，他发表了大量的政治评论和时事评论。同时，他在北欧和德国做了大量的演讲。
1939年，贡纳尔回到冰岛并移居弗约斯达鲁尔谷的斯克里杜克劳斯图尔农场。他请德国建筑师约翰·弗里德里希·霍格为其设计建造了一栋房子。后来，这栋房子被捐给了冰岛政府，政府将其改造成了贡纳尔松博物馆并组建了贡纳尔松研究会。1948年，贡纳尔移居雷克雅未克，他在这里将他的作品译成冰岛语。这项翻译工作在他1975年逝世前仍未完成。
贡纳尔的作品被译成了多种语言。他的作品除了《博格家史》之外还有《优秀牧羊人》、《黑崖》等。他也极力推崇冰岛萨迦，并将格拉提斯萨迦译成了丹麦语。

1911年，贡纳尔出版了《诗集》，这部诗集献给他的终身伴侣弗朗西斯·安东尼·约瑟芬·约根森。他们于1912年结婚。弗朗西斯·贡纳尔松在丈夫逝世后一年也相继去世。两人去世后都被葬在雷克雅未克附近的维泽岛上，这座岛属于一个天主教堂。贡纳尔一生都是忠实的路德教徒，但他的妻子却是天主教徒。

## 诺贝尔文学奖提名
贡纳尔·贡纳尔曾传是1918年、1921年和1922年的诺贝尔文学奖的重要候选人之一。但根据2013年12月公布的1950年前的诺贝尔文学奖提名作家名单来看，这之中并没有贡纳尔·贡纳尔松。也有一种观点认为贡纳尔曾与哈多尔·拉克司内斯角逐1955年的诺贝尔文学奖。贡纳尔研究会于2005年12月发表了一下声明：
“贡纳尔松研究会最近的研究成果解释了1955年贡纳尔·贡纳尔未获诺贝尔文学奖的原因。显而易见的是，小说家对世界文学的贡献是一个很重要的因素，但瑞典学院在评选时往往摇摆不定。如今，半个世纪过去了，而冰岛却只有一位得主，时间会证明一切。希望瑞典学院有一天能做出公正的选择并为当年的决定负责。”

## 作品列表
- Vorljóð - 1906
- Móðurminning - 1906
- Sögur - 1912
- Ormarr Örlygsson - 1915
- Danska frúin á Hofi - 1915
- Vargur í véum - 1917
- Ströndin - 1917
- Gestur eineygði - 1918
- Konungssonur - 1918
- Örninn ungi - 1918
- Fóstbræður - 1919
- Drengurinn - 1920
- Sælir eru einfaldir - 1920
- Dýrið með dýrðarljómann - 1922
- Det Nordiske rige - 1927
- Svartfugl (skáldsaga)1929
- Aðventa - 1939
- Heiðaharmur - 1940
- Skip heiðríkjunnar - 1941
- Kirkjan á fjallinu I-III - 1941-1943
- Nótt og draumur - 1942
- Óreyndur ferðalangur - 1943
- Siðmenning og siðspilling - 1943
- Fljótsdalshérað - 1944
- Árbók 45 - 1945
- Árbók 46-7 - 1948
- Frá Blindhúsum - 1948
- Jón Arason - 1948
- Vikivaki (skáldsaga) - 1948
- Hvítikristur - 1950
- Jörð - 1950
- Fjallkirkjan - 1951
- Dimmufjöll - 1951
- Sálumessa - 1952
- Vestræn menning og komúnismi - 1954
- Brimhenda - 1954
- Fjandvinir - 1954
- Glaðnastaðir og nágrenni - 1956
- Grámann - 1957
- Bragðarefirnir - 1959
- Fjórtán sögur - 1959
- Leikrit - 1959
- Lystisemdir veraldarinnar - 1962
- Fimm fræknisögur - 1976